# 前277年
| 千纪： | 前1千纪 |
| 世纪： | 前4世纪 \| 前3世纪 \| 前2世纪 |
| 年代： | 前300年代 \| 前290年代 \| 前280年代 \| 前270年代 \| 前260年代 \| 前250年代 \| 前240年代                                                 |
| 年份： | 前282年 \| 前281年 \| 前280年 \| 前279年 \| 前278年 \| 前277年 \| 前276年 \| 前275年 \| 前274年 \| 前273年 \| 前272年                   |
| 纪年： | 周赧王三十八年 魯頃公三年 齊襄王七年 趙惠文王二十二年 魏昭王十九年 韓釐王十九年 秦昭襄王三十年 楚頃襄王二十二年 衛懷君十六年 燕惠王二年 |

## 大事记
- 希腊：马其顿国王安提柯二世打败侵入希腊的高卢人。
- 秦任命白起為主將、蜀郡郡守張若為副將，奪取了楚國的巫郡和黔中，初置黔中郡。
- 魏昭王薨，子魏安釐王圉立。

## 逝世
- 魏昭王，魏襄王之子。